# 日本経済研究所
一般財団法人日本経済研究所（にほんけいざいけんきゅうしょ、英語：The Japan Economic Research Institute=JERI）は、1946年に設立された経済・社会の問題解決に取り組む一般財団法人。以前は経済産業省・文部科学省管轄の財団法人。日経研と略される。日本政策投資銀行や株式会社日本経済研究所と協力関係にある。創立者で初代理事長は高橋亀吉である。

## 概要
経済・産業分野から地域開発、都市開発・社会資本整備、PFI、環境・エネルギー・福祉など国内の調査研究、更にはベトナムなどの東南アジア諸国を含む開発途上国関連調査やメコン川流域地域への進出を企図する民間企業へのコンサルティングなどをも活動範囲としており､現状分析と将来を見据えた各種提言等をおこなっている。最近では2008年5月12日に設立された国内CDM推進協議会の事務局にもなっており、環境問題や気候変動問題の分野でも研究・調査活動を展開している。